# Love Sorry II
„Love Sorry II“ е български игрален филм на режисьора Господин Неделчев.

## Състав
Не е налична информация за актьорския състав.